# Costanza (orfèvre)
Pour les articles homonymes, voir Costanza.
Constance Ferrari, dite Costanza, est une artiste créatrice de bijoux, se définissant comme orfèvre, née le 26 avril 1931 à Toulouse et morte le 16 août 2023 à Paris. Des œuvres de Costanza figurent dans les collections du musée des Arts décoratifs et dans celles du Fonds national d'art contemporain. Sa première exposition personnelle a eu lieu à Paris en 1963 et sa dernière en 2011 à la Cité de l'or de Saint-Amand-Montrond (Cher). Le cœur de sa production est constitué de pièces uniques en or.

## Biographie
Constance (Costanza en italien) est la fille d'Oreste et Enrica Ferrari, tous deux émigrés italiens. Sa mère, originaire du Frioul, venue en France dans les années 1920 était couturière et femme au foyer et son père journaliste et militant politique. Oreste Ferrari, né en 1898 a émigré en France en 1925, fuyant le fascisme. Établi dans l'Agenais, il été, notamment au côté de son ami Luigi Campolonghi, une personnalité de l'antifascisme au sein de l'immigration italienne en Aquitaine. Oreste Ferrari, durant l'occupation, a participé à la Résistance. Le couple a eu un deuxième enfant, Achille Ferrari, qui, après l'École polytechnique, a fait une carrière importante au Commissariat à l'énergie atomique (CEA). Il a été conseiller au cabinet de Jean-Pierre Chevènement.
Costanza passe son enfance à Agen. Elle y effectue ses études secondaires au lycée Bernard-Palissy, où elle se lie d'amitié avec Juliette Boisriveaud, future rédactrice en chef de Cosmopolitan France. Après son baccalauréat, Costanza « monte » à Paris pour y suivre des cours préparatoires aux concours d'entrée des grandes écoles d'art. Elle réussit en 1953 le concours de l'École nationale supérieure des arts décoratifs (ENSAD) et se marie la même année avec Jean Cédelle, lui aussi étudiant dans cette école, futur architecte et professeur à l'École d'architecture de Paris La Villette (ex UP6).

## Carrière
L'activité créatrice de Costanza s'étend des années 1960 jusqu'à la cessation de son activité fin 2017. L'axe principal de sa production est la réalisation de pièces uniques en or, même si elle utilise aussi au cours de sa carrière d'autres métaux et d'autres matériaux. Certaines de ses œuvres, de différentes périodes, figurent dans les collections du Musée des arts décoratifs ainsi que dans celles du Fonds national d'art contemporain. Elle a participé à des dizaines d'expositions et salons d'art contemporain. Quatre expositions personnelles lui ont été consacrées. La première, « Les Ors de Costanza », a lieu en décembre 1963 à Paris, à la galerie La Demeure et la deuxième, « Costanza, d'ors et déjà », en 1997 au Château-Musée de Cagnes-sur-Mer (Château Grimaldi). En 2006, la galerie Elsa Vanier, à Paris, a accueilli une troisième exposition personnelle. En 2011, une grande rétrospective, « Costanza Très Ors », s'est tenue à la Cité de l'or, Pyramide des métiers d'art, à Saint-Amand-Montrond (Cher). Des œuvres de Costanza sont également exposées en permanence dans une vitrine de La Piscine, à Roubaix (Musée d'art et d'industrie André-Diligent). Dans l'ouvrage La collection de bijoux du Musée des Arts décoratifs, publié en 2023, le Musée a fait figurer au sein de la partie dédiée à la création contemporaine, la bague de Costanza Grand Ovale en or, réalisée en 1967.

### Premières productions (années 1950)
Durant ses années d'études à l'ENSAD, Costanza réalise, pour gagner sa vie, des productions personnelles en vannerie, en céramique ou en terre cuite, notamment des colliers qu'elle vend dans des boutiques et galeries d'artisanat parisiennes. À sa sortie de l'ENSAD en 1958, les colliers de perles de terre cuite qu'elle façonne elle-même, rencontrent un succès croissant qui lui donne envie d'y intégrer des éléments métalliques de cuivre ou d'argent. Elle décide alors de se professionnaliser, mais les formations existantes de joaillerie, trop axées à son goût sur la seule acquisition de techniques d'exécution, ne lui conviennent pas. Recherchant comment faire réaliser ses dessins de bijoux, elle est présentée en 1961 à un bijoutier, Robert Arnold, qui l'incite plutôt à les faire elle-même et lui apprend quelques rudiments du métier. Cependant, l'essentiel de sa formation au bijou se fait en autodidacte.

### Choix de l'or (années 1960)
1961 est l'année du démarrage de la carrière de Costanza. Elle reçoit des commandes de particuliers, souvent issus du réseau des « Arts-Déco », amis ou amis d'amis. Robert Arnold, à son départ en retraite, lui cède son établi, que Costanza utilise jusqu'à la fin de sa carrière. Aux bijoux de ses débuts — colliers de perles de céramique enrichis d'éléments en argent de plus en plus élaborés — succèdent alors des pièces nouvelles en argent ou or. Elle intègre aussi à ses créations des pierres précieuses ou semi-précieuses, ce qui la conduit à passer un diplôme de gemmologie. L'or devient devient son matériau de prédilection en même temps qu'elle se définit désormais comme orfèvre. Elle fait la connaissance d'Albert France-Lanord, qui dirige les ateliers de restauration des métaux archéologiques, du musée du Louvre. Elle y complète sa formation en observant les techniques employées par les restaurateurs. 

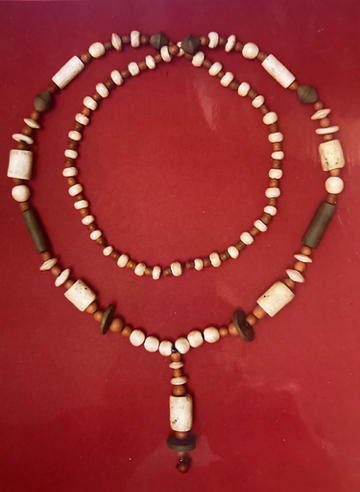
Costanza. Collier en perles de terre cuite.

Ses bijoux, qui se déclinent en bagues, bracelets, colliers, pectoraux, broches ou boutons de manchette, sont conçus comme des sculptures. Dans cette période, ils s'inspirent fortement des bijoux antiques (notamment égyptiens, grecs, romains, étrusques), tout en recherchant des formes modernes. L'or y est traité de façon à donner des rendus différents : mat, brillant, sablé, satiné ou martelé. Elle joue également sur les couleurs des alliages pour faire voisiner l'or jaune avec l'or rouge, rose, gris ou vert. Son choix de privilégier l'or distingue Costanza de la plupart des créateurs de bijoux de sa génération qui, comme Jean Dinh Van, optent pour l'argent, dans le sillage de la créatrice suédoise Vivianna Torun, pionnière des années 1950.

### Notoriété (à partir de 1963)
Le créateur de tapisseries Michel Tourlière la met en lien avec Denise Majorel, dont la galerie parisienne La Demeure, spécialisée dans les tapisseries d'Aubusson, présentait aussi d'autres créations artisanales. La première exposition personnelle de Costanza, intitulée « Les Ors de Costanza » s'y tient en décembre 1963. Lors du vernissage, ses bijoux sont présentés sur quatre comédiennes très en vue : Sylvia Monfort, Monique Chaumette, Christiane Minazzoli et Martine Sarcey.
À partir de la fin des années 1960, Costanza, dont le parcours est accompagné par de nombreux articles de presse, aussi bien généraliste que spécialisée dans les métiers d'art, est reconnue comme une des figures du renouveau de la création de bijoux. Elle présente ses créations au jury du Salon des Artistes Décorateurs (SAD) où elle est sélectionnée pour la première fois en 1967, puis tous les deux ans jusqu'en 1979. Costanza devient membre des instances dirigeantes de l'association organisatrice de ces salons, la Société des Artistes Décorateurs. Elle s'investit également dans les activités de la Maison des Métiers d'Art Français . Elle y côtoie des artistes et artisans de diverses disciplines. De 1965 à 1970, certains modèles de Costanza, en marge de son activité principale, sont édités par les maisons Cardin et Murat.
En 1970, Costanza réalise avec la société Altulor, depuis disparue, une collection de pectoraux en altuglas. Elle est l'une des premières à s'intéresser à cette matière. Ses bijoux-objets, translucides et teintés dans la masse, sont présentés une première fois au Salon de la Chimie, puis au Salon des Artistes Décorateurs de 1972. Cette première va donner lieu à d'autres réalisations, notamment sa bague « Béatrice » en altuglas transparent, en forme de pyramide inversée, éditée en petits tirages. Dans ce même matériau, elle crée également une gamme de bagues et bracelets. En 1998, le Fonds national d'art contemporain (FNAC) fait l'acquisition de toute la collection altuglas de Costanza (32 pièces).
Parallèlement au travail de l'or et de l'argent, des bagues et bracelets de diverses formes en résines colorées, toujours en petites séries, s'intègrent durablement à sa production. En 1975, elle participe, aux côtés de 9 autres artistes, parmi lesquels le bijoutier Janos Borovi, les sculpteurs César et Jean Filhos, et le designer Pascal Morabito, à l'exposition « Bijoux à diamants en France », au Musée du Diamant à Anvers, où elle expose notamment une bague en or portant un diamant brut, donc non taillé, en rupture avec la tradition diamantaire. Elle réalise dans ce cadre sept pièces éphémères, avec des diamants prêtés. De 1971 à 1975, Costanza assure pour Hermès la direction artistique et technique de deux collections d'édition de bijoux et de montres par an. En marge de sa propre création, c'est un travail qu'elle effectue en tenant compte des critères classicistes de la maison.

### Enseignement (1980-1997)
Costanza publie en 1979 Les Bijoux, ouvrage dans lequel, elle décrit les propriétés des métaux et les techniques élémentaires du travail du métal. En 1980, elle crée son propre atelier d'enseignement à l'ENSAD, école alors dirigée depuis 1970 par son ancien professeur Michel Tourlière. Elle y dispense jusqu'en 1997 un enseignement d'initiation au bijou. Parallèlement, au cours de l'année 1980, elle effectue trois stages à la section de recherche de physique métallurgique du Commissariat à l'énergie atomique (CEA), à Saclay (Essonne). Cette expérience lui permet de réaliser quelques pièces en titane anodisé, notamment sa bague « Tourbillon ».

### Maturité (1989-2017)
En 1989, Costanza s'installe dans un vaste atelier-boutique, au rez-de-chaussée d'un immeuble de la rue de Cotte, dans le quartier Aligre du 12e arrondissement parisien, où elle continue sa production de pièces uniques et de très petites séries, notamment des bagues en argent, parfois répliques de modèles en or.
Costanza s'est toujours déclarée incapable de concevoir un bijou sans un dialogue approfondi avec la personne destinée à le porter. Le processus de création commence par des entretiens individuels, suivi de propositions de sa part, d'abord sous forme de dessins, puis de maquettes en papier, en carton, en cire et enfin, si nécessaire, en laiton ou en cuivre. Au fil des années et jusqu'à la fin de son activité en 2017, soit en 56 ans de carrière artistique, Costanza crée ainsi des centaines de pièces uniques, dont l'essentiel est dispersé auprès de sa clientèle mais dont elle garde systématiquement une trace en les photographiant. Toutefois, soucieuse d'être copiée, elle n'en fait pas la publicité et se refuse à toute présence sur Internet.
Dans les années 2000, en parallèle à sa production de bijoux, Costanza démarre un travail sur une série de galets collectés dans la nature, sur lesquels elle incruste des points d'or ou d'argent. À la fin de sa carrière, dans les années 2010, différentes productions de Costanza sont exposées et vendues à la galerie Elsa Vanier, réputée pour son soutien au bijou contemporain. Dans cette même période, Costanza se lance dans la réalisation expérimentale d'une série de bijoux-sculptures en bois précieux avec des incrustations métalliques, également exposés par Elsa Vanier. De même que les bijoux en Altuglas ou en résine, leur réalisation est confiée à des prestataires spécialisés. Elle cesse ses activités en 2017.

## Expositions
- 1963 : Les Ors de Costanza. Galerie La Demeure.
- 1965 : Formes Industrielles. Musée des Arts Décoratifs.
- 1967-1979 : Salon des Artistes Décorateurs (SAD), salons biennaux.
- 1970- : jusqu'à une date inconnue. Participation aux expositions nationales organisées par la Maison des Métiers d'Art Français (MMAF) et par la Société d'Encouragement aux Métiers d'Art (SEMA).
- 1975 : Exposition « Bijoux à diamants en France », Musée du Diamant, Anvers.
- 1994 : Bijoux d'artistes 1940-1970, Musée de Saint-Dié-des-Vosges.
- 1994 et 1995 : Orfèvrerie et bijou contemporains, Musée-Château de Cagnes-sur-mer (Château Grimaldi).
- 1995 : Inventaire, Musée d'Art et d'Industrie André-Diligent, Roubaix.
- 1995/96 : Bijou-Sculpture, Galerie Gallium, Antibes.
- 1996 : Orfèvrerie et bijou contemporains, Musée-Château de Cagnes-sur-mer (Château Grimaldi).
- 1996 : Chimériques Polymères, Musée d'Art Moderne et Contemporain de Nice.
- 1997 : Costanza, d'ors et déjà, rétrospective, (plus de 250 œuvres) Musée-Château de Cagnes-sur-mer (Château Grimaldi).
- 1999 : Bijoux ou Cailloux, Centre culturel de la ville d'Agen.
- 2006 : Costanza. Bijoux extravagants devenus des classiques, galerie Elsa Vanier.
- 2007 : Costanza, Musée Départemental de Gap.
- 2011 : Costanza Très Ors, grande exposition rétrospective, Cité de l'or, Pyramide des métiers d'art, Saint-Amand-Montrond.

## Médias

### Presse écrite
- Costanza et les bijoux personnalisés. L'Echo de la mode, août 1965. « Les femmes reviennent lentement, timidement, à un sens plus personnel du bijou, dit Costanza... »
- C'est la femme au bijoux. Le Figaro Littéraire, janvier 1968, par Geneviève Dormann. « Sur son établi, l'or, l'argent, les pierres précieuses ou semi-précieuses, prennent forme entre ses doigts. »
- La vie d'orfèvre. Cosmopolitan. Janvier 1969. « Costanza a le profil des beautés étrusques dont les bijoux l'ont inspirée.»
- Un art moderne, le bijou: Constanza [sic] en parle en orfèvre, interview. Elle, 10 novembre 1969. « Une bague, c'est une mini-sculpture fonctionnelle. »
- Docile et poli: l'altu! L'Atelier des métiers d'art, juin 1976. « Paradoxe: Costanza — qui ne jure que par l'or — a sans doute été l'un des premiers créateurs de bijoux à s'intéresser à l'altuglas. »
- Costanza ou l'amour de l'or. L'Estampille, juillet 1977. « A l'origine, un double amour: celui des bijoux anciens et celui de l'or. »
- Cagnes: les doigts en or de Costanza. Nice-Matin, lundi 26 mai 1997. « On ne parle pas vraiment des bijoux de Costanza, on les voit. Mieux encore, on les porte. »
- Costanza orfèvre, un bijou juste et beau. Le Courrier des Métiers d'Art, no 162, mai 1997. « Voici l'occasion de revisiter un talent rare, un travail exigeant qui fut — et est encore — précurseur en termes de bijou précieux contemporain.»
- Costanza: l'or et la terre. La Céramique Moderne, no 440, novembre 1999. « Les bijoux de Costanza vont à l'essentiel et pour cela, peut-être, dégagent une force étrange.»
- Costanza, prêtresse de l'or à la galerie Elsa Vanier. L'Estampille - L'Objet d'Art, no 414, juin 2006. «... Costanza souhaite transmettre plus qu'un bijou, elle y love son amour de cette matière et vous le donne à porter. »
- L'or à l'infini. Paris Capitale, no 115, juin-juillet 2006. « Embellir le geste. Voilà depuis 1961 l'obsession de Costanza, pionnière de l'orfèvrerie contemporaine... »
- L'or rose donne de l'éclat au bijou, article de Véronique Lorelle, Le Monde du 23 mai 2006. «Ors rouge, jaune, blanc, vert ou gris, martelé, laminé... les œuvres de Costanza, grande dame de la joaillerie et amoureuse de l'or sous toutes ses facettes... »
- A world of hidden gems. Financial Times. December 17, 2006. « Said Costanza (she uses no other name) worked briefly for Hermès - from 1970 to 1976. Now, however, she is one of a select group of parisian jewellers -call them a secret club - who are attracting those who don't like branded pieces... »
- L'univers féminin de Costanza. Le Dauphiné Libéré, 26 mai 2007. « Cette orfèvre parisienne crée des pièces originales en or, en argent ou encore en résine pour sublimer les corps. »
- Constanza [sic], créatrice de bijoux. Métiers d'Art, no 238, mars-avril 2008. « Depuis 40 ans, Costanza module, martèle, soude, polit les ors rouges, jaunes, blancs, verts ou gris.»
- Costanza, orfèvre, expose aux Jacobins. Le Petit Bleu (Agen), vendredi 16 novembre 2012. « Costanza est entrée dans le monde de l'art design par "la grande porte" avec des critiques dithyrambiques de la presse bien que, dans le milieu, certains émettaient quelques doutes. C'est que l'effrontée devait quelque peu bousculer l'ordre établi.»

### Audiovisuel
- Magazine féminin, 1ère chaîne de télévision, émission de Maïté Célérier de Sannois, « Costanza créatrice de bijoux », par Christine Delacroix, 5 mars 1966[17].
- Les Matinales, France Culture, 1971, interview par Laurence Bloch.
- Paris Première Infos, « La créatrice de bijoux », 11 juillet 1994.
- Quand j'serai grand. France Inter, 20 juin 2006, entretien, émission de 54 minutes entièrement consacrée à Costanza.
- Série Designers, C.City Media, télévision chinoise (Tiansheng Culture Media Co Ltd), juin 2011, interview par la journaliste Cici Yuan. Cette série sur les grands noms de la joaillerie française a été doublée d'une édition papier en format magazine trilingue français/anglais/chinois, rédaction en chef par Didier Brodbeck.

## Publications
- Les Bijoux (manuel d'amateurs), Paris, Solar, coll. « Solarama », 1979, 62 p. (ISBN 2-263-00310-X, ISSN 0335-4946, BNF 34637467, lire en ligne sur Gallica).